# 동봉철
동봉철(董奉瞮 전 KBO 리그 삼성 라이온즈, 해태 타이거즈, LG 트윈스, 한화 이글스, 쌍방울 레이더스의 외야수였다.
1988년 신일고등학교 졸업을 거쳐 1992년 중앙대학교 사진학과를 학사 학위하고 2차 1순위 지명을 받아 삼성 라이온즈에 입단하였는데 허리 통증 탓인지 1994년부터 하락세를   걸어왔다. 이후 이병훈과 김훈을 상대로 김태룡과 함께 트레이드되어 해태 타이거즈, LG 트윈스, 한화 이글스, 쌍방울 레이더스에서 선수 생활을 한 후, 관절염과 척추염으로 인해 1999년에 은퇴하였다. 2011년부터 2012년까지 퓨처스 리그 경찰 야구단 타격코치를 역임했다. 2014년 1월 10일 KBO의 육성위원회 육성위원으로 임명되었으며, KBS 제2라디오 야구 해설위원으로도 활동하고 있다. 2014년 SPOTV 프로야구 해설위원이다. 2018년 현재 대한민국 여자 야구 국가대표팀 감독이다.

## 출신학교
- 서울화계초등학교
- 신일중학교
- 신일고등학교
- 중앙대학교 사진학과(1988학번)

## 참조
1. ↑  한국야구위원회, 2012 가이드북
2. ↑  고석태 (1997년 4월 2일). “LG에 새둥지 동봉철 부활의 나래 펴다”. 조선일보. 2023년 11월 18일에 확인함.
3. ↑  이세영 (2014년 6월 10일). “SPOTV, 13일까지 퓨처스리그 KT 위즈 4경기 생중계”. 파이낸셜뉴스. 2014년 6월 30일에 확인함.